# Låjtavare
Låjtavare este o arie protejată (arie specială de conservare — SAC, sit de importanță comunitară — SCI) din Suedia întinsă pe o suprafață de 269,5 ha, integral pe uscat.

## Localizare
Centrul sitului Låjtavare este situat la coordonatele 64°29′07″N 15°48′16″E / 64.4854°N 15.8045°E.

## Înființare
Situl Låjtavare a fost declarat sit de importanță comunitară în ianuarie 1998 pentru a proteja 2 specii de plante. Situl a fost protejat și ca arie specială de conservare în martie 2011.

## Biodiversitate
Situată în ecoregiunea boreală, aria protejată conține 5 habitate naturale: Mlaștini împădurite, Mlaștini alcaline, Mlaștini turboase de tranziție și turbării mișcătoare, Lacuri și iazuri distrofice naturale, Taiga vestică.
La baza desemnării sitului se află mai multe specii protejate de  plante (2): Calamagrostis chalybaea, Ranunculus lapponicus.